# Błażej Radler
Błażej Radler (ur. 2 sierpnia 1982 w Rydułtowach) – polski piłkarz grający na pozycji obrońcy. Wychowanek Rymeru Niedobczyce.

## Kariera
W latach 2000–2007 występował w barwach w Górnika Zabrze oraz drugoligowego Podbeskidzia Bielsko-Biała (na wypożyczeniu). W ekstraklasie debiutował 10 marca 2001 r. w meczu Górnika Zabrze ze Śląskiem Wrocław, wygranym przez Zabrzan 2:0.
Przez dwa sezony grał też w Odrze Wodzisław Śl., a w międzyczasie występował w Zniczu Pruszków i belgijskim AFC Tubize, który po zakończeniu sezonu spadł z pierwszej ligi. Radler otrzymał propozycję przedłużenia kontraktu, jednak ją odrzucił.
Od sezonu 2011/2012 zawodnik Pogoni Szczecin, z którą wywalczył awans do Ekstraklasy. Na początku 2013 roku przeniósł się do drugoligowego Energetyka, z którym również awansował, jednak nie doszedł do porozumienia z władzami klubu i przeniósł się do drugiego beniaminka I ligi – Chojniczanki Chojnice.
W styczniu 2015 roku podpisał kontrakt z drugoligowym Rakowem Częstochowa, gdzie grał do 2016 roku. Rundę jesienną sezonu 2016/17 spędził w trzecioligowej Unii Turza Śląska, zaś wiosną wrócił do Odry Wodzisław.od marca przeniósł się do drużyny grającej w lidze okręgowej MKS 32 Radziejów-Popielów.
Był członkiem młodzieżowej reprezentacji Polski U-18 w piłce nożnej, z którą zdobył w 2001 r. tytuł mistrza Europy.